# Pternistis erckelii
El francolín de Erckel (Pternistis erckelii), es una especie de ave galliforme de la familia Phasianidae endémica de África oriental.

## Distribución y hábitat
Es nativa de Eritrea, Etiopía y Sudán. En 1957 la especie fue introducida también a las islas hawaianas. Su hábitat natural son los bosques tropicales y matorrales.